# (43971) Gabzdyl
(43971) Gabzdyl – planetoida z pasa głównego asteroid okrążająca Słońce w ciągu 4 lat i 113 dni w średniej odległości 2,65 j.a. Została odkryta 8 kwietnia 1997 roku w Kleť Observatory w pobliżu Czeskich Budziejowic przez Miloša Tichego i Zdenka Moravca. Nazwa planetoidy pochodzi od Pavla Gabzdyla (ur. 1974), czeskiego astronoma specjalizującego się w badaniu księżyców. Przed nadaniem nazwy planetoida nosiła oznaczenie tymczasowe (43971) 1997 GB4.